# موراي شوتينر
موراي إم. شوتينر (4 أكتوبر 1909 – 30 يناير 1974). كان استراتيجيًا سياسيًا أمريكيًا، ومحاميًا، وشريكًا مقربًا وصديقًا للرئيس السابع والثلاثين للولايات المتحدة ريتشارد نيكسون خلال جزء كبير من حياته السياسية. شغل منصب مدير الحملة الانتخابية للمرشحين الناجحين لمنصب رئيس الولايات المتحدة في مجلس الشيوخ في عام 1950، ومنصب نائب الرئيس في عام 1952، وأدار الحملات الانتخابية لغيرهم من الجمهوريين في كاليفورنيا. نشط في كل من الجولتين الناجحتين اللتين خاضهما لرئاسة البيت الأبيض في مناصب أقل علنية.
ولد شوتينر في بيتسبرغ، بنسلفانيا؛ انتقل والده بصحبة عائلته إلى كاليفورنيا؛ ومن ثم ترك زوجته وأطفاله. التحق موراي شوتينر بجامعة كاليفورنيا في لوس أنجلوس، وتخرج من مدرسة الحقوق في جنوب غرب البلاد. مارس مهنة المحاماة في لوس أنجلوس، وتفرع بمجاله إلى العلاقات العامة. شارك بنفسه في السياسة الجمهورية، ولعب دورًا نشطًا في العديد من الحملات السياسية. فشل في الترشح لعضوية جمعية ولاية كاليفورنيا في عام 1938.
استعان نيكسون بشوتينر مستشارًا له في حملته الأولى في الكونجرس في عام 1946. في عصر حيث كان التهديد المتصور للشيوعية قضية داخلية كبرى، نصح شوتينر الرئيس المقبل بإقران خصمه الليبرالي النائب جيري فورهيس بمنظمة سياسية كان يعتقد بولائها للشيوعية. انتخب نيكسون وعين شوتينر لإدارة حملته في مجلس الشيوخ عام 1950 ضد النائبة هيلين جاغان دوغلاس. استخدم شوتينر استراتيجية مماثلة في تلك الحملة، ملقيًا الضوء على سجل دوغلاس الانتخابي المائل لليبرالية، وطبع اتهاماته تلك على أوراق وردية اللون للتلميح إلى التعاطف الشيوعي. في النهاية، فاز نيكسون على دوغلاس بتسع نقاط. نجح شوتينر في إدارة حملة نائب الرئيس نيكسون في عام 1952. قدم شوتينر النصح لنيكسون حيال مزاعم بمعاداة السامية، وإشاعات عن وجود أموال تدار من قبل جهات خاصة لتغطية نفقات نيكسون السياسية. تغلب نيكسون على تلك الإشاعات بعد إلقائه خطابه الانتخابي المتلفز.
بعد تحقيق الكونغرس في قضية شوتينر في عام 1956، اشتبه في أنه يستخدم علاقاته بنيكسون مستغلًا نفوذه لصالح زبائنه القضائيين، ما نتج عنه تباعد نائب الرئيس ومدير حملته الانتخابية السابق مؤقتًا. استدعاه نيكسون إلى العمل على حملته التي لم تلق نجاحًا في عام 1962 لتولي منصب حاكم ولاية كاليفورنيا، ومرة أخرى قبل نجاحه في انتخابات الرئاسة الأمريكية 1968. بعد تنصيب نيكسون في عام 1969، حصل شوتينر على تعيين سياسي في منصب حكومي، وفي عام 1970 أصبح واحدًا من موظفي البيت الأبيض. عاد إلى مزاولة مهنته الخاصة بعد عام واحد، إلا أنه شارك في حملة إعادة انتخاب نيكسون عام 1972. وصف شوتينر فضيحة ووترغيت التي حصلت أثناء حملة نيكسون الانتخابية في عام 1972، والتي أدت في النهاية إلى إسقاط إدارة نيكسون بأنها فضيحة «غبية»، وعندما اتهمته إحدى الصحف بتنظيمها، رفع دعوى قضائية بتهمة التشهير، وفاز بتسوية ضخمة. ظل مستشارًا غير رسمي لنيكسون حتى وفاته في واشنطن العاصمة عقب حادث سيارة في يناير عام 1974، وأعرف نيسكون عن حزنه لفقدان رجل وصفه بأنه مستشار وصديق.

## نشأته ومسيرته
ولد شوتينر في 4 أكتوبر 1909 في بيتسبورغ في بنسلفانيا، وهو ابن ألبرت هايمان شوتينر وسارة شوتينر. انتقلت العائلة إلى كولومبس، أوهايو، بعيد ولادة موراي، وانتقلت إلى كاليفورنيا سنة 1920. أدار ألبرت شوتنر، الذي كان صانع سيجار، سلسلة من دور السينما في كاليفورنيا، وسرعان ما تخلى عن زوجته وأولاده.
بعد التحاقه بجامعة كاليفورنيا، لوس أنجلوس، التحق شوتينر بكلية الحقوق في الجنوب الغربي، وتخرج في سن 20، وهو أصغر خريج في تاريخ المدرسة. اضطر للانتظار حتى يبلغ 21 عامًا ليتمكن من دخول امتحان نقابة المحامين. في البداية، مارس المحاماة مع أخيه الأكبر، جاك، إذ كانت لديهم ممارسة عامة تمثلت في الدفاع عن عدد من صانعي الكتب، ولكن في النهاية، حل الأخوان الشراكة بينهما، وفتح موراي شوتينر مكتبًا قانونيًا خاصًا به في لوس أنجلوس. وصف في وقت لاحق العديد من موكليه بأنهم «أقل ما يقال عنهم أنهم بغيضون». في أوائل الأربعينيات من القرن الماضي، خرج إلى عالم العلاقات العامة.
في البداية، أدرج شوتينر اسمه في قوائم الديمقراطيين، لكنه سرعان ما بدل الأحزاب، وانضم إلى الجمهوريين. انخرط في السياسة الجمهورية، وعمل على حملة إعادة انتخاب هربرت هوفر الرئاسية التي لم تلق نجاحًا في انتخابات عام 1932 الرئاسية. في عام 1938، خاض المحامي الشاب الانتخابات ضد الرئيس الجمهوري تشارلز دبليو ليون الذي حكم كاليفورنيا لفترة طويلة في مجلس ولاية كاليفورنيا. ترشح ليون لأكثر من حزب، وحقق إعادة انتخابه بالفوز في الانتخابات التمهيدية، وفاز على شوتنر في الانتخابات الجمهورية، وفاز بفارق ضئيل على روبرت إيه. هاينلين (الذي تحول لاحقًا إلى كتابة مؤلفات الخيال العلمي) في انتخابات الحزب الديمقراطي.
عندما ترشح إيرل وارن بنجاح لمنصب حاكم كاليفورنيا سنة 1942، خدم شوتينر مديرًا ميدانيًا لديه. إلا أنه ابتعد عن وارين، مع طلب الأخير منه خدمة في ضوء دعمه سنة 1942، في طلبه أن يرفض الحاكم الذي نصب حديثًا تسليم أحد موكليه إلى ولاية أخرى. طرد وارن شوتينر من منصبه، ورفض رئيس المحكمة اللاحق السماح له بالتدخل في أية حملة لإعادة انتخابه في عام 1946. وفقًا لكاتب سيرة نيكسون إيرل مازو، ذكر شوتينر أنه على الرغم من أن الناس تذكروه «بصناعته» لريتشارد نيكسون، فإن «الرجل الحقيقي الذي صنعته كان إيرل وارن».
كان شوتينر محاميًا للجان الولاية، محققًا في إضرابات قطاع السينما والأمور المتعلقة بدور إيواء الأطفال وبيوت المسنين. في عام 1944، انتخب شوتينر رئيسًا للجمعية المحافظة الجمهورية في كاليفورنيا، وهي منظمة شعبية تضم نشطاء من الحزب المذكور؛ كان قد شغل سابقًا منصب رئيس الجمعية الجمهورية في لوس أنجلوس. إضافة إلى مشاركته السياسية، نشط في لجنة العلاقات التي تخص الطائفة اليهودية في لوس أنجلوس.

## صعود ريتشارد نيكسون (1946 – 1952)

### سباق الكونغرس
بكونه واحدًا من بين أوائل مديري الحملات المختصين؛ استبقى نيكسون على شوتينر كمستشار سياسي في حملة عام 1946 للكونغرس ضد النائب جيري فورهيس. قدم نصيحة بإلحاق فورهيس بلجنة للعمل السياسي، يعتقد أنها ذات سيطرة شيوعية، يديرها تجمع المنظمات الصناعية. لم يتمكن المستشار إلا من تخصيص قدر محدود من الوقت لحملة نيكسون، إذ كان مديرًا لحملة جنوب كاليفورنيا من أجل إعادة انتخاب عضو مجلس الشيوخ الجمهوري وليام إف. نولاند التي لقيت نجاحها. صاغ شوتينر شعار الحملة، «لن نستسلم» لنولاند، مشيرًا إلى أن المنافس الديمقراطي ويل روجرز جونيور سيسمح للشيوعية بالسيطرة على البلاد. فاز كلا المرشحين الجمهوريين على خصومهما. بعد عامين، شغل شوتينر منصب مدير حملة جنوب كاليفورنيا لعدم نجاح محاولة الترشح للرئاسة عام 1948 لحاكم نيويورك توماس إي. ديوي.